# Економіка Сінгапуру
Сінгапур має високо розвинену змішану економіку державного капіталізму; держава володіє акціями підприємств, що створюють приблизно 60 % ВВП через такі посередники як суверенний інвестиційний фонд Temasek. Тут сприятливе для бізнесу середовище, відносно вільне від корупції та прозоре, стабільні ціни, низькі податки (14,2 % від ВВП) порівняно з іншими розвинутими економіками, та один з найвищих валових внутрішніх продуктів на душу населення (ВВП) у світі. Ця інноваційна, проте стійка форма економіки, що поєднує економічне планування та вільний ринок, отримала назву Сінгапурська модель. Експорт, особливо електроніка та хімічні речовини, та послуги забезпечують головне джерело прибутку для економіки, що дозволяє купувати природні ресурси та сировину, яких в Сінгапуру немає.
Наприкінці 90-х років XX ст. найвищі темпи зростання виробництва серед країн Південно-Східної Азії мав Сінгапур (14 % на рік). Зараз він має один з найвищих показників використання роботів у промисловості. Іноземні інвестиції в економіку Сінгапура становлять 3 млрд на рік, найбільшими інвесторами є Сянган та Японія.
Сінгапур третій за розмірами центр нафтопереробки у світі після Х'юстона й Роттердама (понад 20 млн т сирої нафти щорічно). В Сінгапурі активно розвиваються наукомісткі галузі високих технологій. За рівнем комп'ютеризації та впровадження роботів, він посідає друге місце в Азії після Японії. Велика кількість транснаціональних корпорацій із США і Японії контролюють економіку країни. Щороку Сінгапур відвідують понад 5 млн іноземних туристів. Сінгапур відомий, як «Азія в мініатюрі», «Азія за одну мить», або «Європа на екваторі».
Сінгапур, якщо так можна сказати, спирається на розширену концепцію транзитної торгівлі, замовляє сировинні товари і доводить їх до кондиції для наступного реекспорту, наприклад виробництво підкладок та нафтопереробка. Сінгапур також володіє стратегічним портом, який надає йому конкурентні переваги перед сусідами і дозволяє користуватись перевагами відкритого порту. Порт Сінгапуру найбільш завантажений порт у світі, більше за порти Роттердама та Гонконгу. На додачу до портової інфраструктури тут є кваліфікована робоча сила, яка завдячує успішній освітній політиці в країні в навчанні кваліфікованих робітників, що має основоположне значення, оскільки забезпечує більш легкий доступ на ринки для імпорту та експорту, та дає можливість та навички для перетворення імпорту на експорт.
14 лютого 2007 року, уряд Сінгапуру оголосив, що економічне зростання за цілий 2006 рік було 7,9 %, вище ніж спочатку очікувалось 7,7 %. Рівень безробіття в Сінгапурі близько 2,2 % станом на 20 лютого 2009 року. 8 серпня 2010 року, Сінгапур найбільш швидко ростуча економіка світу, із показником зростання 17,9 % за першу половину 2010 року.

## Макроекономічний тренд
Це таблиця тренду валового внутрішнього продукту Сінгапуру по ринковим цінам за оцінкоюМіжнародного валютного фонду
| Рік  | Внутрішній валовий продукт ($ млн) | US доларовий еквівалент    | Номінальний ВВП на душу населення (в % від США) | ПКС ВВП на душу населення (в % від США) |
| ---- | ---------------------------------- | -------------------------- | ----------------------------------------------- | --------------------------------------- |
| 1980 | 25,117                             | 2,14 сінгапурських доларів | 39,65                                           | 55,00                                   |
| 1985 | 39,036                             | 2,20 сінгапурських доларів | 36,63                                           | 63,41                                   |
| 1990 | 66,778                             | 1,81 сінгапурських доларів | 52,09                                           | 74,76                                   |
| 1995 | 119,470                            | 1,41 сінгапурських доларів | 86,14                                           | 90,60                                   |
| 2000 | 159,840                            | 1,72 сінгапурських доларів | 66,19                                           | 91,48                                   |
| 2005 | 194,360                            | 1,64 сінгапурських доларів | 67,54                                           | 103,03                                  |
| 2007 | 224,412                            | 1,42 сінгапурських доларів | 74,61                                           | 107,92                                  |
| 2008 | 235,632                            | 1,37 сінгапурських доларів | 73,71                                           | 107,27                                  |
| 2009 | 268,900                            | 1,50 сінгапурських доларів | 78,53                                           | 108,33                                  |
| 2010 | 309,400                            | 1,32 сінгапурських доларів | 82,13                                           | 119,54                                  |

Уряд заохочує високий рівень заощаджень та інвестування через обов'язкову пенсійну схему, яка відома як Центральний страховий фонд, причому значна частина його бюджету витрачається на освіту та технології. Уряд також володіє також компаніями пов'язаними з Temasek — особливо в галузі виробництва — які працюють по суті як комерційні установи та покривають близько 60 % ВВП. Оскільки в майбутньому світ дедалі більше глобалізується, країна позиціонує себе як фінансовий центр та центр високих технологій серед інших країн Східної Азії.
Стратегічне розміщення Сінгапуру на перетині головних морських шляхів та індустріальне суспільство дало країні непропорційно велике економічне значення в Південно-східній Азії порівняно з невеликим розміром країни. Після від'єднання від Малайзії в 1965 році, перед Сінгапуром постали проблеми нестачі ресурсів та малого внутрішнього ринку. У відповідь уряд Сінгапуру прийняв політику яка сприяла бізнесу, іноземним інвестиціям, та експортним галузям, що поєднувалось з державним інвестуванням в стратегічних державних підприємствах. Керуюча партія в 1960-х роках вважалась соціалістичною, проте швидко перетворилась на прокапіталістичну, за самоозначення як прагматична партія, описується деякими оглядачами як евфемізм капіталістичної під авторитарним соціалістичним контролем. Уряд Сінгапуру вибрав керовану економіку та інвестування і медицину та інфраструктуру. Рівень життя постійно зростав, все більше сімей змінювало статус з низьких статків на людей із середнім достатком. Під час промови на честь Дня національної єдності в 1987 році, Лі Куан Ю заявив (базуючись на внутрішніх критеріях), що 80 % сингапурців можуть тепер вважатись представниками середнього класу.
Економічна стратегія Сінгапуру дала реальне зростання економіки в середньому на 8,0 % з 1960 по 1999. Після регіональної фінансової кризи в 1999 році економіка відновилась із зростанням в 5,4 %, а в наступному 2000 році 9,9 %. Проте, економічне сповільнення Сполучених Штатів, Японії та Європейського Союзу, а також світове падіння в галузі електроніки, зменшило прогнозований економічний ріст в 2001 році до негативних 2,0 %. Економіка зросла на 2,2 % наступного року, та на 1,1 % в 2003 році коли Сінгапур вразив спалах атипової пневмонії. Але згодом відбулось велике відновлення в 2004 році, яке дозволило показати ріст 8,3 % в Сінгапурі, хоча фактичний ріст не досягнув до цільового росту більш ніж на половину, та показав тільки 2,5 %. У 2005 році, економічний ріст був 6,4 %; та в 2006 році, 7,9 %.
Практично повна відсутність корупції в Сінгапурі, кваліфікована робоча сила, просунута та ефективна інфраструктура стали привабливими для більш 3000 транснаціональних корпорацій із Сполучених Штатів, Японії та Європи. Іноземні фірми можна знайти практично в будь-якій галузі економіки. Транснаціональні корпорації виробляють більш ніж дві треті усієї промислової продукції та прямих експортних продаж, хоча в певних секторах послуг домінуючими залишаються головним чином пов'язані з урядом корпорації.
Промислове виробництво та фінансовий сектор займали відповідно 26 % та 22 % від внутрішнього валового продукту Сінгапуру в 2000 році. Галузь електроніки лідирує у виробничому секторі, та дає близько 48 % від загальної промислової продукції, але уряд також вважає своїм пріоритетом розвиток хімічної галузі та галузі біотехнологій.
Щоб підтримувати високу конкурентну здатність незважаючи на зростання зарплат, уряд заохочує до діяльності по додаванню вартості в промисловості та обслуговуванню. Тут також відкрили чи в процесі відкриття фінансові центи, телекомунікації, електростанції та роздрібна торгівля для сприяння іноземним постачальникам послуг та посилення конкуренції. Коли в центральному діловому кварталі Сінгапура орендна плата зросла втричі в 2006 році, уряд спробував застосувати деякі заходи включно з обмеженням заробітної плати та звільненням будинків, що не використовуються, з метою зменшити витрати на оренду та знизити витрати на ведення бізнесу в Сінгапурі.

### Банківська справа
Сінгапур — фінансовий центр Південно-Східної Азії. Згідно з Human Rights Watch, зважаючи на роль фінансового центру регіону, Сінгапур постійно критикують за ймовірне розміщення рахунків, які містять гроші сумнівного походження від корумпованих лідерів та їхніх спільників, включно з мільярдами доларів державних прибутків Бірми з продажу природного газу, які приховані тут від національних рахунків.

### Оподаткування
Сінгапур привабливий для інвесторів через низькі податкові ставки. Всього у Сінгапурі 5 податків, з яких один податок на прибуток, один — робітничий податок. Сумарна ставка податків 27,1 %. Займає 5-е місце в рейтингу податкових систем світу. Всього 4 види імпортних товарів підлягають оподаткуванню при ввезенні: спиртні напої, тютюнові вироби, нафтопродукти та автомобілі.
З 1 квітня 1994 року Сінгапур увів новий податок «На товари та послуги» Goods and Services Tax (GST), з початковим показником 3 % року, який збільшив прибутки уряду на S$1,6 млрд. (US$1 млрд, €800m) та стабілізував урядові фінанси. Цей податок був збільшений до 4 % в 2003, до 5 % в 2004, та до 7 % в 2007.

## Біотехнології
Сінгапур активно заохочує та розвиває біотехнологічну галузь. В галузь інвестуються сотні мільйонів доларів щоб розбудувати інфраструктуру, фонди досліджень та розвитку та щоб завербувати найкращих міжнародних науковців до Сінгапуру. Провідні виробники ліків, такі як GlaxoSmithKline (GSK), Pfizer та Merck & Co відкрили заводи в Сінгапурі. 8 червня 2008 року GSK оголосили, що інвестують S$300 млн у відкриття ще одного заводу з виробництва педіатричних вакцин, перший їхній такий завод в Азії. Фармацевтична галузь тепер займає більш ніж 16 % від загального промислового виробництва країни.

## Енергетика та інфраструктура
Сінгапур — центр ціноутворення та провідний торговельний центр Азії. Нафтова галузь дає 5 відсотків від ВВП Сінгапуру, і це один із трьох найбільших центрів експортних центрів нафтопереробки у світі. У 2007 році країна експортувала 68,1 млн тонн нафтопродуктів. Нафтопереробна галузь призвела до розвитку хімічної промисловості, а також виробництва нафтового та газового обладнання. Сінгапур займає 70 відсотків світового ринку для самопідйомного бурового обладнання та 70 процентів ринку виробництва плавучих установок добування, зберігання та відвантаження нафти. Країна має 20 процентів світового ринку ремонту кораблів і в 2008 морська та шельфова галузь наймали майже 70000 працівників.

## Торгівля, інвестиції та допомога
У 2000 році загальний обсяг торгівлі Сінгапуру становив S$373, зростання на 21 % порівняно 1999 роком. Незважаючи на малий розмір Сінгапур зараз 15-ий найбільший торговельний партнер Сполучених Штатів. У 2000 році імпорт в Сінгапурі склав $135 млрд, а експорт склав $138 млрд. Малайзія була головним джерелом імпорту, а також її найбільшим експортним ринком, поглинаючи 18 % від експорту Сінгапуру, за Малайзією йдуть Сполучені Штати. На реекспорт припадало 43 % загального обсягу торгівлі з іншими країнами в 2000 році. Головні статті експорту Сінгапуру, це нафтопродукти, їжа, напої, хімічні речовини, текстиль/одяг, електронні компоненти, телекомунікаційні прилади та транспортне обладнання. Головні статті імпорту, це літаки, сира нафта та нафтопродукти, електронні компоненти, радіоприймачі та телевізори та складові частини, автомашини, хімічні речовини, залізо/сталь, текстиль/тканини.
Комітет економічного розвитку Сінгапуру (EDB) продовжує залучати кошти на великомасштабні проекти, незважаючи на відносно високу вартість ведення бізнесу. США лідирують за іноземними інвестиціями, їхня частка становить 40 % від нових контрактів у виробничій галузі в 2000 році. Станом на 1999 рік, сукупний обсяг інвестицій американських компаній у виробництво та послуги сягнув приблизно $20 млрд. (всього активів). Більша частина американських інвестицій зосереджена у виробництві електроніки, нафтопереробці та зберіганні та в хімічній промисловості. В Сінгапурі працює більш ніж 1500 американських фірм.
Крім того, уряд заохочував місцеві фірми інвестувати за кордон, загальна сума сінгапурських закордонних інвестицій досягла $39 млрд на кінець 1998 року. На першому місці Китайська Народна Республіка, 14 % від загальної кількості закордонних інвестицій, далі йде Малайзія (10 %), Гонконг (8,9 %), Індонезія (8,0 %) та Сполучені Штати (4,0 %). Швидкозростаюча економіка Індії, особливо галузь високих технологій, є перспективною для сінгапурських інвестицій. Сполучені Штати не мають програми двосторонньої допомоги Сінгапуру, проте США зацікавлені в пожвавленні двосторонньої торгівлі і підписали «Договір про вільну торгівлю».
| Рік  | Загальна торгівля | Імпорт | Експорт | % Зміна |
| ---- | ----------------- | ------ | ------- | ------- |
| 2000 | $273              | $135   | $138    | 21 %    |
| 2001 |                   |        |         | -9,4 %  |
| 2002 | $432              |        |         | 1,5 %   |
| 2003 | $516              | $237   | $279    | 9,6 %   |
| 2004 | $629              | $293   | $336    | 21,9 %  |
| 2005 | $716              | $333   | $383    | 14 %    |
| 2006 | $810              | $379   | $431    | 13,2 %  |

Всі значення в млрд сінгапурських доларів.
За загальними обсягами міжнародної торгівлі в 2010 році (експорт та імпорт разом) Сінгапур перевершив Росію

## Факти та цифри
Економічне зростання в процентах, 2007 рік:
7,4 %
Темп зростання промислового виробництва:
6,8 % (2007 est.)
Електроенергія — виробництво:
41.137.7 млрд кВт (2007)
Електроенергія — виробництво за джерелами:

горючі корисні копалини:
100 %

водне:
0 %

ядерне:
0 %

інші:
0 % (1998)
Електроенергія — споживання:
37.420.3 млрд кВт (2007)
Електроенергія — експорт:
0 кВт (2007)
Електроенергія — імпорт:
0 кВт (2007)
Сільське господарство — продукція:
гума, копра, фрукти, овочі; домашня птиця, яйця, риба, орхідеї, декоративні риби
Валюта:
1 Сінгапурський долар (S$ чи SGD) = 100 центів
Обмінний курс:
| Рік             | Сінгапурських доларів US$1 |
| --------------- | -------------------------- |
| 1981            | 2,0530                     |
| 1985            | 2,1213                     |
| 1990            | 1,7275                     |
| 1995            | 1,4148                     |
| 2000            | 1,7361                     |
| 2005            | 1,6738                     |
| 2008 (квітень)  | 1,3643                     |
| 2009 (березень) | 1,5123                     |
| 2010            | 1,2844                     |
| 2011 (травень)  | 1,2336                     |

## Міжнародні рейтинги
| Міжнародні рейтинги Сінгапуру                                  | Міжнародні рейтинги Сінгапуру                                 | Міжнародні рейтинги Сінгапуру                                           |
| Політичні рейтинги                                             | Політичні рейтинги                                            | Політичні рейтинги                                                      |
| Організація                                                    | Дослідження                                                   | Рейтинг                                                                 |
| -------------------------------------------------------------- | ------------------------------------------------------------- | ----------------------------------------------------------------------- |
| Freedom House                                                  | Політичні права та свободи                                    | "Частково вільна"[джерело?]                                             |
| Freedom House                                                  | Свобода преси                                                 | "Не вільна"[джерело?]                                                   |
| Репортери без кордонів                                         | Свобода преси                                                 | 133-тя з 175<[джерело?]                                                 |
| The Economist                                                  | Рівень демократії                                             | 82-га з 167 (змішаний режим)[джерело?]                                  |
| Transparency International                                     | Рівень сприйняття корупції                                    | 1-ша з 180 (для 2010 року)[джерело?]                                    |
| Privacy International та Electronic Privacy Information Center | Конфіденційність від корпоративного і урядового спостереження | "Endemic surveillance society" status                                   |
| Економічні рейтинги                                            |                                                               |                                                                         |
| Організація                                                    | Дослідження                                                   | Рейтинг                                                                 |
| Міжнародний валютний фонд                                      | ВВП (номінал) на душу населення                               | 23-тя з 180[джерело?]                                                   |
| Міжнародний валютний фонд                                      | ВВП (ПКП) на душу населення                                   | 5-та з 181[джерело?]                                                    |
| Міжнародний валютний фонд                                      | Сума валютних резервів                                        | 9-та з 156[джерело?]                                                    |
| Організація Об'єднаних Націй                                   | Коефіцієнт Джині                                              | Коефіцієнт Джині "42.5" (Країна з високою нерівностю доходів)[джерело?] |
| Світовий банк                                                  | Легкість ведення бізнесу                                      | 1-ша з 183[джерело?]                                                    |
| Всесвітній економічний форум                                   | Легкість ведення торгівлі                                     | 1-ша з 118[джерело?]                                                    |
| Всесвітній економічний форум                                   | Конкурентоспроможність                                        | 3-тя з 133[джерело?]                                                    |
| Соціальні Рейтинги                                             |                                                               |                                                                         |
| Організація Об'єднаних Націй                                   | Індекс розвитку людського потенціалу                          | 23-тя в світі (статус "Розвинутої країни")[джерело?]                    |
| The Economist                                                  | Якість життя                                                  | 11-та з 111[джерело?]                                                   |
| Організація Об'єднаних Націй                                   | Густина населення                                             | 2-га з 239(Macau is not a country)[джерело?]                            |
| The Economist                                                  | Вартість проживання                                           | 11-та з 111[джерело?]                                                   |
| Організація Об'єднаних Націй                                   | Кількість іммігрантів                                         | 7-ма з 192 (42.6% населення Сінгапуру становлять іноземці)[джерело?]    |
| International Energy Agency                                    | Викиди двоокису вуглецю на душу населення                     | 23-тя з 210[джерело?]                                                   |
| Center for Strategic and International Studies                 | Кількість військ                                              | 62-га з 166[джерело?]                                                   |
| Організація Об'єднаних Націй                                   | Коефіцієнт фертильності                                       | 221-ша з 223[джерело?]                                                  |